# Juraj Janošík
Juraj Jánošík (latinsko Georgii Janossik), tudi Juro Janošak, Janošiak, slovaški cestni razbojnik, * ~ 23. januar/16. maj 1688, Terchová, † 17./18. marec 1713, Liptovský Mikuláš.
Romantizirana različica njegovega življenja se je ohranila kot slovaška narodna legenda prek ljudskega slovstva in romantičnega literarnega dela.

## Življenje

### Sporni datum rojstva
Rodil se je leta 1688 približno 4 ali 5 km nad Terchovo, pod vrhom Pupov v naselju „u Janošuof“ (u Jánošov). Zgodovinarji se ne strinjajo glede točnega datuma njegovega rojstva, krsta in njegovih staršev. Zapisi varínske kronike, kjer je bil krščen, kažejo, da so bili v letih 1688—1694 v Terchovi rojeni štirje Juraji Jánošiki. Prvi Juraj je bil krščen 25. januarja 1688. Duhovnik Michal Smutko je v Varínski kroniki zapisal v latinščini: „Eadem die baptizavi infantem natum de Martin Janosik et Anna Czisznik cui datum est nomen Georgii. Patrini erant Jacobus Mergad et Barbara Kristofik de Terchova.“ (25. dne istega meseca sem krstil otroka Martina Jánošíka in Ane Cesnekove, ki je dobil ime Juraj. Botra sta bila Jakub Meriad in Barbora Krištofíková iz Terchove.) Drugi je bil krščen 16. maja 1688. Njegov oče je bil Michal, mati Barbora, rojena Cingelová. Imel je starejšega brata Jána. Tretji Juraj Jánošík je bil krščen 19. marca 1691. Njegov oče se je prav tako imenoval Juraj, mati pa mu je bila Ana, rojena Chorvatiková. Četrti Juraj Jánošík je bil krščen 21. septembra 1694. Njegov oče je bil Martin Jánošík, mati pa Anna, rojena Laculková. Starostna razlika je bila več kot pet let. To pomeni, da če bi bil to oni Juraj, bi bil ob usmrtitvi star manj kot dvajset let. Ime Juraj je bilo v Terchovi zelo pogosto. Duhovnik Michal Smutko, ki je krstil Juraja Jánošíka, je začel voditi varínski matični urad 16. aprila 1686. Knjiga ima 646 strani in je vezana v usnje.
Zgodovinarji dolgo časa niso poznali datuma rojstva Juraja Jánošíka. Njegov rojstni datum ni naveden v dokumentih njegovih zaslišanj. Rečeno je bilo, da je bil v času usmrtitve star 31 let. To bi pomenilo, da je bil rojen leta 1682, kar je malo verjetno. Slovaški zgodovinar Rudo Brtáň je leta 1968 v poljščini objavil članek, v katerem zanika splošno sprejet datum Jánošíkovega rojstva (krsta), tj. 25. januar 1688. Po pregledu župnijske cerkvene matične knjige v Varínu je Brtáň odkril, da so prejšnje identifikacije mnogih zgodovinarjev temeljile na dejstvu, da je bil Jánošíkov brat Ján Jurajev mlajši brat, glede na župnijsko matično knjigo. V protokolu usmrtitve Jána Jánošíka, ki se je zgodila pred božičem 1713 v graščini v Teplički nad Váhom, je zapisano, da je bil Ján starejši brat Juraja Jánošíka in je bil takrat že poročen. Ján je bil obsojen na smrt, ker je pomagal svojemu bratu Juraju med njegovim razbojništvom. Ključ do razkritja datuma rojstva bi morali biti njegovi bratje in sestre. Po besedah zgodovinarja Ruda Brtáňa je imel Jánošík starejšega brata Jána in mlajšo sestro Barbaro, krščeno 8. aprila 1691, katere boter je bil, tako kot Juraju, rojen 16. maja 1688, Pavel Laurinčík. Točen datum rojstva Juraja Jánošíka je zelo težko določiti, še posebej zato, ker ohranjene listine tega datuma ne omenjajo. Na podlagi odkritja, da je imel Juraj Jánošík starejšega brata Jána, in na podlagi ohranjenih zapisov o njegovi sodni verodostojnosti je Rudo Brtáň podvomil o trenutno uveljavljenem datumu Jánošíkovega rojstva. Po njegovem mnenju je verjetno rojen maja 1688 in je bil krščen 16. maja 1688. Njegova starša sta bila Michal Jánošík in Barbara Cingeľová.

### Pot h krucem
Prva leta svojega življenja je preživel v Terchovskem gorovju , v času dveh velikih protihabsburških uporov Emerika Thökölyja in Franca II. Rákóczija. Ko je bil star deset let, je dal cesar Leopold I. leta 1698 porušiti grad Strečno, da bi kaznoval upor krucev, ki so ga zasedli. Po kratkem prehodnem obdobju je posestvo Strečno prešlo v last šlezijskega nemškega grofa Ivana Jakoba Löwenburga. Njegovo prebivališče je bilo v graščini v Teplički. Bil je tipičen predstavnik dunajskega absolutizma, veleposestnik. Terchová in njeni prebivalci ter okoliške vasi so pripadale njegovi fevdalni posesti. Podložniki z novim redom niso bili zadovoljni. Mnogi so se izogibali svojim podložniškim dolžnostim. Leta 1703 je Franc II. Rákóczi izdal svoj manifest »Recrudescunt inclytae gentis Hungariae vulnera«, v katerem je podložnike, ki so se bojevali pod njegovim poveljstvom, osvobodil fevdalnih obveznosti. Juraj Jánošík je bil tedaj star 15 let. Löwenburg, ki je bil poročen s sestro Emerika Thökölyja, se je izogibal spopadom in sporom s kruci, ki niso pozabili Thökölyjevih podvigov. Podložniki posesti Strečno so živeli z novim upanjem na izboljšanje svojega življenja. Mnogi so se pridružili krucovskim vrstam. Zelo verjetno se jim je Juraj Jánošík pridružil v starosti približno 18 oz. 19 let (leta 1706 ali 1707). Morda ga je pritegnilo novo, bogatejše življenje krucovskega vojaka, možnost raziskovanja novih dežel in svoboda brez podložniških dolžnosti. Na zahtevo polkovnika Viljema Winklerja, poveljnika uporniškega pehotnega polka, so ga vojaki rekrutirali, da se je pridružil krucem. Seznam vojakov je bil sestavljen 2. decembra 1707. V njem je zapisan tudi Juraj Jánošík. Nekateri zgodovinarji trdijo, da je sodeloval v bitki pri Trenčinu 3. avgusta 1708, ko je general Heister premagal čete krucev, ki jih je vodil Rákóczi.

### Cesarski vojak
Iz sodnih spisov v zadevi proti Jánošíku je razvidno, da je Jánošík zapustil vojsko krucev že dolgo pred Szatmárskim mirovnim sporazumom, verjetno po porazu pri Trenčinu, ko se je krucovska vojska umaknila proti vzhodu. Vrnil se je v Terchovo, kjer ni ostal dolgo. Verjetno na povabilo grofa Löwenburga se je pridružil cesarski vojski, čeprav morda ne prostovoljno. V sodnih spisih je njegova služba v krucovski vojski le malo omenjena. Navaja pa, da je bil dodeljen rezervni enoti, ki je delovala kot stražarska enota na Bytčanskem gradu. Med drugimi dolžnostmi je bil Jánošík dodeljen zaporu. V grajski ječi so prestajali kazen uporniki in dezerterji. Jánošík je stražil Tomáša Uhorčíka, razbojniškega stotnika iz Gornjih Kysuc, ki je prihajal iz Turzovsko-predmierskega okraja. Kmalu sta postala prijatelja. Jánošík je, kot piše v sodnem protokolu, pogosto pomagal zaprtemu Uhorčíku z majhnimi uslugami. Verjetno mu je priskrbel zvezo z njegovo tolpo razbojnikov. Jánošík ni dolgo služil v cesarski vojski, od kjer so ga nato odkupili starši.

### Razbojništvo
Ni znano, kako je Tomáš Uhorčík pobegnil iz zapora v Bytči. Uspelo mu je vzpostaviti stik in obnoviti staro prijateljstvo z Jurajem Jánošíkom. Obiskal ga je v Terchovi in ga spodbujal k uporu. O tem je Uhorčík pričal na sodišču. Neposredno ni priznal, je pa menda videl njegovo željo po ropu in predlagal, da se mu pridruži. Prva pustolovščina Juraja Jánošíka je bil "izlet" na Moravsko, od koder sta z Uhorčíkom skupino prinesla srajčno blago. Uhorčík je bil že naklepal zoper njega, kakor je bilo takrat v navadi med razbojniki. Bilo je okoli 29. septembra 1711.

### Jánošík kot razbojniški vodja
Pred zimo leta 1711 se je Uhorčík poročil s hčerjo jablunkovskega pastirja Stoliga in odšel z njo v Klenovec v Malohontsko stolico, kjer je živel pod imenom Martin Mravec. Razbojniško skupino je zapustil po spopadu s Hvizdalom, ki je razbojnike hujskal k vpadu v župnišče v Varínu. Uhorčík se z njim ni strinjal, se mu zoperstavil ter opustil razbojništvo. Uhorčíka sta za razbojništvo pridobila dva razbojnika, Toporisko in Drozd. Na sodišču je izjavil, da se je uporu pridružil po naključju. Ko se je vračal iz Moravske, se je nepričakovano znašel med razbojniki in se jim proti svoji volji pridružil. Uhorčík se je boril s skupino več let, preden se mu je pridružil Jánošík. Po njegovem odhodu je Jánošík postal stotnik Uhorčíkove razbojniške skupine. To se je verjetno zgodilo zato, ker je Uhorčík cenil njegovo pomoč v zaporu v Bytči, njegove osebne in poveljniške sposobnosti, čeprav ni bil najstarejši v razbojniški skupini. Uhorčík, kot je pričal Jánošík, se je zarotil proti njemu.

#### Razbojniška prisega
Kako je potekala razbojniška prisega in volitev stotnika, ni znano. Samo iz ljudskih pripovedi in pesniških del je mogoče črpati podatke, po katerih je lahko samo najmočnejši med razbojniškimi kandidati postal razbojniški stotnik. Od trenutka, ko je dobil stotniško sekiro, so ga morali ubogati vsi člani tolpe. Izbor kandidatov za razbojniško skupino je potekal strogo. Na primer, likavski pastirji, ki so se prijavili za pridružitev Jánošíkovi ekipi, niso bili sprejeti, neznano zakaj. V ohranjenem sodnem postopku je zapisano besedilo prisege:
Prisegam večnemu Bogu, sveti Trojici, Devici Mariji in vsem božjim svetnikom, da svojih tovarišev ne bom izdal, prevaral ali zapustil ne v sreči ne v nesreči. Tako mi Bog pomagaj!

### Jánošíkova tolpa
Iz Jánošíkovega in Uhorčíkovega priznanja na sodišču vemo, da so bili v tolpo včlanjeni:
Skupina Tomáša Uhorčíka
- Satora iz Solija na Poljskem (v času sojenja ni bil več živ, usmrčen je bil v Cieszynu)[1]
- Pavol Mlynarčík Zradovský (ali z Radoviesk, z Radovsk?[5] danes Radôstka) (v času sojenja ni bil več živ, usmrčen je bil v Cieszynu)[1]
- Bartek z Predmiera (v času sojenja ni bil več živ, usmrčen je bil v Cieszynu)[1]
- Ondráš ali Ondrej, kmet z Dlhe na Kysuco (v času sojenja ni bil več živ, usmrčen je bil v Cieszynu)[1]
- Pavol Bernatík z Novih Dedin (danes Nová Bystrica na Kysuci)
- Vrábel iz Staškova
- Kovalovský iz Rakove
- Jakub Chlastiak iz Oščadnice
- Bagar
- Gábor z Valke/Valče (?)
- Gawlow s Poljske
- Vavrek s Poljske
- Kováčik ali Moravčík z Moravskega
- Ondráš z Dlhéga Pola

Jánošíkova skupina
(nekateri so odšli, nekateri so se predali)
- Jakub Chlastiak iz Oščadnice
- Huncaga, z vzdevkom Hunčiak, znan tudi kot Juro Turiak z Staškova
- Plavčík iz Dunajova
- Kováčik, znan tudi kot Moravčík, z Moravy
- Vavrek s Poljske
- Ondráš Kundis z Dlhéga Pola
- Ondráš ali Ondrej, kmet z Dlhe na Kysuci (v času sojenja ni bil več živ, usmrčen je bil v Cieszynu)[1]
- Satora iz Solija na Poljskem (v času sojenja ni bil več živ, usmrčen je bil v Cieszynu)[1]
- Bartek, pastir iz Predmiera (v času sojenja ni bil več živ, usmrčen je bil v Cieszynu)[1]
- Pavol Gašparec, z vzdevkom Mlynarčík, Zradovskí (z Radoviesk?, danes Radôstka)[5] (v času sojenja ni bil več živ, usmrčen je bil v Cieszynu)[1]
- Ondráš Kundis z Dlhéga Pola
- Orešiak s Poljske
- Adam Šušolka iz Turzovke
- Pivovarčík iz Jablonke
- Zupica iz Ostravic na Moravi
- Kovalčík iz Čeladne na Moravi
- Holúbek iz Mentelovíc (?) na Moravi
- Valičiak z Moravskega
- neki Tálik
- nekdo iz Dlhe na Kysuci (Jánošík se ni spomnil imena)[2][3][1]

To ni bila stalna kompaktna enota. Mnogi so, kot je na sojenju povedal Jánošík, izgubili življenje v bitkah ali bili usmrčeni, drugi pa so se izgubili v toku zgodovine.

#### Pomočniki
- Juraj in Jakub Šutkovec (Šurtkovec) iz Krásna sta bila zaščitnika in oskrbovalca; razbojnike sta oskrbovala s hrano, strelivom in smodnikom iz Zákopč in jih včasih skrivala.
- "Majerjev Jano", dali so mu plen in ga plačali z denarjem.
- V Kokavi ho v zime 1712 tri týždne skrýval Ondrej Kovalčík, s ktorým sa zjednal do služby za paholka.
- Na Veľkú noc 1712 u krčmára Hvezáka v Krásne „dva pachtele“ (stará miera – sudy) piva vypili. Hvezdák vedel, že sú zbojníci.
- Krčmarica iz Terchove, kateri so dali srebrno skodelico, jim je dala tobaka, točila pivo in žganje ter pomagala tudi na druge načine.
- Skrýval ho Rusniak v Radôstke, jeho brat Ján alebo mlynár v Terchovej.
- Útočisko našiel u Tomáša Uhorčíka v Klenovci.
- Bača Sýkora in njegov sin Adam sta s svojimi tovariši nosila sir in žinčico v gore.
- V Klenovcu ga je Ondrík (Dubrík) imel za podlega, čeprav je vedel, da je ropar.
- Zabávali sa u krčmára v Dunajove i v Terchovej.[2][1]
- V Terchovi je rektor skril Jánošíka, krčmar Rafaj pa mu je nosil hrano.[4]

### Roparski zločini in kazniva dejanja
Jánošík je bil kratkotrajni razbojnik, od jeseni 1711 do zime 1713. Pozimi so se razbojniki skrivali po naseljih, vaseh in lazovih, zato je njegova glavna dejavnost potekala leta 1712. Deloval je v Trenčinski, Nitranski, Turčianski, Liptovski, Oravski, Malohontski županiji in v Šleziji. Jánošík na sodišču ni priznal vseh ropov, nekatere pa so mu po krivici pripisali.
- V Kremnickih vrchah so napadli graščaka Jána Radvanskega z Radvaňa, ki je bil na poti na pogreb generala Štefana Petróczyja († 29. september 1712, Mošovce, pokopan v Necpalih). Pred tem so napadli poštarja, ki jim je ponujal tobak. Od njega so izvedeli o Radvanskem.
- V Žiarskih gorah so Štiavničanu Pavlu Révayju, ki je z ženo na kočiji bil na poročnem potovanju, odvzeli puške in sabljo v srebrni nožnici. Turiak je obdržal sabljo in srebrne niti, ki jih je dal nekomu v Kysucih, medtem ko so si puške razdelili Uhorčík, Chlastiak in Turiak, ki so jih nato dali pastirju v Kysucih. Turiaku je puško ukradel pastir, ki je bežal na Poljsko.
- Pod Strečnem so razbojniki pretepli duhovnika, ki je s splavom plul po Váhu. Jánošík mu je vzel metjenko (krzneni plašč), jo nato dal Uhorčíku, denar sta si razdelila in porabila v Dunajovu v Kysuci skupaj z nekim Klenovčanom, Jánošíkovim sojetnikom v Hrachovski graščini.
- Zato, ker so Kraľovančani v Sokolu ustavili splav, na katerem je po Váhu plula "duhovnica", žena evangeličanskega duhovnika, verjetno Andreja Brosika iz Svätega Jána. Zahtevali so denar in obleko. Ko je sodišče vprašalo, kje je dobil denar in oblačila ter kdo jih je tedaj prevažal pri Lipovcu in kdo je bil voditelj, ni razkril. Rekel je, da so šli do Žiline čez Váh. Izjavil je, da denarja niso vzeli, bratje Šutkovci (Šurtkovci) pa so vzeli ženino "metječko" (kožuh, bundo) in drugo.
- Ni priznal, da so iz kleti gospe Kaforke iz Žaškova ukradli 200 goldinarjev v srebrniku. Izjavil je, da so ji vzeli en "cesarski tolar".
- Jánošík in drugi so napadli Ottlika Šándorja.
- V Malatínski dolini so napadli graščaka Václava Zmeškala.
- Jánošík in njegovi tovariši so razbojnika Mikuláša Šusteka skrivaj odstranili s kolesa na Žilinskih vislicah in ga nato pokopali.
- Jánošík je skupaj z Uhorčíkom in Huncagom dvakrat napadel trgovca Jána Šipoša. Prvič so mu 5. oktobra 1711 ukradli tkanino, ki so jo prodali "Martinku Krajčieju iz Jablonkova", preostali plen pa prodali Stoligu v Beskydih. Zanj so dobili 70 goldinarjev, ki jih je Uhorčík posodil oz. dal Stoligu, ker se je Uhorčík poročil z njegovo hčerjo. Drugič je bil Šipoš napaden 10. maja 1712 pri Strečnem. Vzeli so mu pas in 4 zlatnine. Ko so jih izsledili hajduki v Terchovi, so izgubili plen.
- Jánošík je pri Strečnem napadel Žilinčane, jim vzel konje in opremo.

- Najbrž pod Strečnom so Jánošíkovi potolkli trenčinskega gospoda Skalko. Razdelili so si plen in podarili prstane dekletom v Terchovi, gostilničarki Liti Jančini, Vrabelični, gostilničarjevi ženi Katreni Mlynárovi in mladi deklici Cinglovi. Zlate predmete je vzel Plavčík iz Dunajova, tri srebrne žlice in plašč je vzel Jánošík. Skril jih je v handlovskih gorah v skupaj z orožjem in naboji. Turiak, ki je pobegnil na Poljsko, je vedel vse o tem. Denar sta si razdelila, sedlo pa skrila v mlinarjev hlev v Terchovi.

- Pod Visokimi Tatrami med Važcem in Štrbi so tepli trgovce, ki so vozili vino.

- Pred sodbo v Liptovskem Mikulášu je bil Jánošík jeseni 1712 zaprt v Hrachovski graščini, iz katere je pobegnil. Tedaj mu je eden od pastirjev, s katerim je bil zaprt, razkril, da bogata vdova častnika Rudolfa Scardona s kočijo potuje v Liptov. Potem ko je pobegnil iz zapora, je odšel v Liptov in jo napadel blizu Garajevega potoka, med Východno in Važcem. Tam so bili tudi njegovi tovariši. Dragocenosti je skril pod skalo. Tovarišem je dal puško, zase pa obdržal dve lasulji. Ko so prijatelji odšli, je eden od pastirjev vzel nahrbtnik izpod skale in obdržal dragocenosti. Po obtožnici je ukradene predmete skrival v Štrbi, Važcu, Teplički in nekaterih naseljih, predvsem v Štrbi. Tam so našli "plen" (prtljago, stvari, oblačila) oficirjeve vdove. Liptovska županija je morala Schardonki plačati odškodnino. Ta upor in nato še umor domanižanskega župnika sta bila za Jánošíka usodna. Okrajni uradniki so se odločili najti in kaznovati Jánošíka.[2][1]

#### Streljanje župnika v Domanižu
Streljanje se je zgodilo 4. septembra 1712 pri Fačkovem v Suchi dolini. To izhaja iz ohranjenih zapisov župnije Domaniža, kjer je navedeno, da je bil ustreljen Juraj Vrtík. Konj je krvavečega ranjenca pripeljal v vas. Domaniški župnik je zaradi poškodbe umrl 2. oktobra 1712. Pokopan je bil 5. oktobra 1712. V župnijskem zapisniku piše, da sta ga ustrelila dva razbojnika.
Tožilec Alexander Čemický je Jánošíka na sodišču, ki mu je predsedoval liptovski podžupan Ladislav Okoličáni, obtožil, da je: "... napadel gospoda - duhovnika je tako smrtno ranil, da je moral zaradi takšne rane umreti." Na vprašanje, kdo je povzročil umor nekdanjega dostojanstvenega župnika in vikarja iz Domaniže, kdo ga je najel ali kdo jima je to ukazal, je Jánošík pričal, da sta "nanj streljala tovariša Plaučík iz Dunajeva in Turiak in da je tedaj pil vodo pri vodnjaku in da temu duhovniku niso ničesar vzeli in da ga je ustrelil Huncaga." Kmalu po usmrtitvi Juraja Jánošíka so Turjaka-Huncaga zaradi tega umora obesili v Svätem Mikulášu.
Jánošíkova izjava ni povsem jasna, zlasti stavek, da je "tedaj je pil vodo iz studenca in da tistemu gospodu niso ničesar vzeli in da ga je Huncaga ustrelil." Ni znano, ali je vodo pil župnik ali Jánošík.

### Ujetje Juraja Jánošíka
Med enim od Jánošíkovih obiskov Klenovca v Malohontu s Tomášem Uhorčíkom (Martin Mravec), ki je tam živel z ženo kot hajduk in kot služabnik ter pastir, sta bila jeseni 1712 Jánošík in Tomáš Uhorčík aretirana in zaprta z nekim Kokavcem v Hrachovski graščini. To se je zgodilo po napadu banskobistriških trgovcev na ozemlje Malohontske županije. Nagrada je znašala 50 goldinarjev za ujetega razbojnika in 25 goldinarjev za mrtvega. Tedaj je bil Turiak-Huncaga v Klenovcu pri Jánošíku. Pobegnil je na Poljsko in verjetno posvaril ostale člane Jánošíkove skupine. Jánošík je bil obtožen ropov, vendar mu je uspelo dokazati svojo nedolžnost in nesodelovanje pri dejanjih, ki so mu bila očitana. Pomagalo mu je posredovanje podžupana Pavla Lánija. Podžupan je bil nagrajen z lisičjimi kožami in ovčjim sirom. Pavol Láni je bil malochontski podprefekt (1711-1714), rudarski podjetnik. Bil je privrženec Franca II. Rákoczyja. Leta 1706 je bil inšpektor v manufakturi v Dobšini in Jelšavi, ki je izdelovala sablje. Uhorčíka je že poznal. Slednji mu je dal puško, ki jo je ukradel graščaku Révayju.
Jánošík je izkoristil zimo med leti 1712–1713, da se je hitro selil iz kraja v kraj, kakor da bi slutil, da ni nikjer varen. Skrival se je v Klenovcu kot pastir pri Štefániku, nato v Kysucih v Krásnem nad Kysuco, Radôstkah in spet v Malohontu v Kokavi pri Tomášu Uhorčíku. Predstavniki Liptovske županije po napadu na Schardonko pri Východni niso ničesar prepustili naključju in so se odločili najti in ujeti Jánošíka. Liptovsko županijsko sodišče je v Malohont poslalo Emericha Kubínyija. Na sled mu je pomagal razbojnik Mikuláš Šustek, ki so mu sodili in ga usmrčili v Žilini. Verjetno ga je izdal Turiak-Huncaga, ki je vedel za njegovo bivanje v Klenovcu. Jánošík in Tomáš Uhorčík sta ujela 25-30 zasledovalcev. Vodil jih je graščak Andreansky. Tedaj še niso vedeli, da so ujeli Tomáša Uhorčíka, saj so ga Klenovcu poznali kot Martina Mravca. Zaprta sta bili v Palúdzki pri Liptovskem Mikulášu v Paluďaijevem dvorcu.

### Sodba
Sojenje se je začelo 16. marca 1713 v Liptovskem Mikulášu v Hanzelyjevi hiši, ki je znana kot Illešházyovská kúria, Ehrlichovský ali Seligovský dom. V Liptovskem Mikulášu dolgo časa niso imeli upravne hiše. Zanj so se odločili na metropolitanski kongregaciji leta 1712. Kupili so Hanzelyjev dvorec, ki se je nahajal severno od Pongrácovskega dvorca. Leta 1713 je bila strukturno spremenjena za potrebe županije. Dvorec je bil prezidan v drugi polovici 19. stoletja in v začetku 20. stoletja. Od maja 1956 je v njem Muzej Janka Kráľa. Nekateri zgodovinarji, na primer Rudo Brtáň, navajajo, da ni zanesljivo znano, kje so Jánošíka zasliševali, obtoževali, sodili in mučili, saj so Stoličný dom (Hanzelyjev dvorec) dobili šele leta 1713. Vendar pa je tradicija dvora z Jánošíkom povezana s Hanzelyjevo graščino.
Zgodovinar Andrej Melicherčík navaja, da je županijska oblast v tistih časih sodila po zakonu, ki je bil zapisan v spisu Štefana Verboczyja – Tripartitum opus iuris consuetudinarii inclyti regni Hungariae, ki je bil objavljen leta 1515 in dopolnjen s kraljevimi dekreti v letih 1625 in 1655. Na drugem mestu je navedeno, da so Jánošíku sodili tudi po "Civilnem in kazenskem sodnem postopku" ("Directio methodica processus iudiciarii"), katerega avtor je bil Ján Kitonič.

#### Sestava sodišča
Sodišče je vodil namestnik guvernerja Ladislav Okoličáni, ki je zastopal guvernerja okraja Liptov, javni tožilec je bil tožilec Alexander Čemický, uradni zagovornik pa Baltazár Paluďai. Sojenje je vključevalo prostovoljno priznanje Juraja Jánošíka (Fassio Janossikiana), vprašanja, ki jih je zastavil trenčinski stol, Jánošíkovo prostovoljno priznanje na vprašanje modrega in previdnega Jána Šípoša, meščana iz Žiline, vprašanja gospoda Skalke, priznanje po mučenju (Fassio Torturális) in razglasitev sodbe.

#### Obtožnica
Tožilec je v obtožnici navedel, da je "obtoženec, opogumljen in navdihnjen z nekim hudičevim duhom, brez bojazni in strahu, ne upoštevajoč božjega ali posvetnega zakona in njegovih prepovedi in kazni, postal vodja razbojniške tolpe in se je pridružil razbojniškim prijateljem, hodil po okoliških znanih mestih: Trenčin, Nitra, Turčin, Liptov, Orava in drugi, da celo v Šleziji, v gorah in gozdovih, na prostih kraljevih cestah in na vodah ter na razbojniški, roparski način ropal dobre in pogumne ljudi, ustavljal trgovce in druge popotnike ter si jih drznil pretepati, ropati, da celo raniti in moriti. Še več, podnevi se ni sramoval ropati po nekaterih mestih in vaseh s svojimi razbojniškimi pajdaši, kot se je to zgodilo zlasti okoli Fačkova, kjer so iz zasede ujeli nekega duhovnika in ko se jim je uprl in se začel braniti, so ga tako ranili, da je zaradi rane umrl. Mnogo pisem in tožb o podobnih njegovih brezbožnih dejanjih leži pred slavnim sodiščem, ki dovolj pričajo o njegovem razbojništvu.“ (citát)

#### Prostovoljno odgovarjanje
Jánošík je nato prostovoljno odgovarjal na vprašanja predstavnikov Liptovske in Trenčinske županije, ki so spraševali o njegovih stikih z Rákóczijevimi privrženci. O svojih tovariših ni razkril skoraj nič, s čimer jih je skušal zaščititi in zmešati sodišče; ko so ga npr. vprašali o Uhorčíku, jim je povedal, da je umrl v Kremniških gorah. Tedaj še niso vedeli pravega imena Uhorčíka, ki je bil zaprt v dvorcu Palúdzka kot Martin Mravec. Svojih spremljevalcev Adama Šušalke iz Turzovke, Zupice iz Ostravice na Moravskem, Kovalčíka iz Čeladná, Valčíka iz Valašskih Mezeříč, Holúbeka iz Mentelovíc na Moravskem in Ondreja Kindisa iz Zborova ni imenoval poimensko. Tlučka iz Horelice, pri katerem se je skrival, ni izdal, niti imena Stoliga iz Jablunkova, kjer se je prav tako skrival. Nato so ga soočili z Jánom Šipošem, meščanom iz Žiline, kateremu so mu ukradli blago in perilo in čigar denar je Jánošík posodil Stoligu. Nato so ga soočili z zlatarjem Jánom Skalko, ki so mu Jánošík in njegovi tovariši ukradli sedem prstanov, srebrne žlice in meč. Predstavnikom Trenčinske županije, ki so postavljali ta vprašanja, je odgovoril bolj ali manj resnicoljubno. Povsem drugače se je obnašal pri zasliševanju predstavnikov Liptovske županije. Na 14 od 29 vprašanj sploh ni odgovoril. Na deset vprašanj je odgovoril nejasno. Konkretno in jasno je odgovoril le na pet vprašanj. Zamolčal je svoje stike z Rákóczijevimi uporniki po Szatmárskem mirovnem sporazumu, napadu na vdovo častnika v Východni in graščaka Ladislava Zmeškala. Zakaj in kako so Mikulaša Šusteka odstranili s kolesa na usmrtitvi v Žilini - Rosinkah, ni odgovoril. Šustekovci so bili Jánošíkovi pristaši.

#### Zahteva po smrtni kazni
Besedo je dobilo tožilstvo. Tožilec Čemický je med drugim izjavil, da je bil Jánošík prevarant. Predlagal je nabijanje na kol, na kavelj ali smrt z razbijanjem na kolesu. Zahteval je, naj Jánošíka podvržejo mučenju. Mučenje je bilo namenjeno potrditvi točnosti in verodostojnosti njegove prostovoljne izjave. Nato je v Jánošíkov bran spregovoril Baltazár Palugyai. Zavrnil je obtožnico in še posebej očitek umora, ki ni bil dokazan in je bil po mnenju tožilke bistvenega pomena v sojenju. Zagovornik je zahteval izpustitev obtoženega in spuščanje lisic. Zanimivo je, da zagovornik ni zahteval soočenja med Jánošíkom in Huncagom, niti ni zahteval, da tožilstvo predloži dokaze, da je bil Jánošík sostorilec pri umoru domaniškega duhovnika. Po mnenju zgodovinarjev je bil Jánošík blag, dobrosrčen in ni bil sposoben ubijati ljudi.
Tožilec je odgovoril, da obramba v ničemer ne ovrže njegovih trditev in poudaril je, da je treba obtoženega strogo kaznovati. Ker je bilo že zelo pozno, se je sodišče odločilo nadaljevati obravnavo naslednji dan, 17. marca 1713. Na tej obravnavi je sodišče odločilo, da "...obtoženec v svojem prostovoljnem priznanju ni razkril svojih privržencev in zaščitnikov, ni priznal, kje je hranil plen in ulov, ter da je v svojem priznanju navedel marsikaj nejasnega in manj zavezujočega, pa tudi zato, ker je priznal le tisto, kar so ga vprašali, in ni želel odgovoriti nekaj vprašanj, tako da je bil obtoženec najprej podvržen lažjim, nato hujšim mučenjem."

#### Mučenje
Mučenje je potekalo v različnih oblikah. Rabelj je obtožencem žgal kožo, jim pod nohte zabadal razbeljene konice, trgal nohte, zmečkal ude in ljudi raztegoval v primežu. Če krivda po takem mučenju ni bila dokazana, je bil oproščen. Razumljivo je bilo, da so ljudje po mučenju ostali pohabljeni. Med mučenjem je Jánošík odgovoril le na sedem vprašanj in priznal napad na častniško vdovo in rop graščaka Ladislava Zmeškala. O svojem skrivališču je dajal zelo netočne in nejasne izjave. Navedel je le, da se nahaja na poti iz Jablonke v Klenovec proti Cesarskim goram, v bukvi, ob kateri stoji jelka "z odsekano roko". Razen podatkov o malohontovcih, ki jim je posojal manjše vsote denarja, ni povedal nič novega.

#### Kazen in izvršitev
Jánošíku so po mučenju znova sodili. Tožilec Čemický je zahteval "na podlagi člena 13 iz leta 1625, nato člena 26 iz leta 1655, tudi člena 15 Triparit, ki strogo prepoveduje podobna kazniva dejanja... , da se tisti roparji in nepridipravi na sodišču strogo kaznujejo, potem pa se takšni posebni roparji kaznujejo s kolesom, kolom ali kavljem ..." Za njim je spregovoril zagovornik Baltazár Palugyai in opozoril na olajševalne okoliščine, Jánošíkova mladost in dejstvo, da med delovanjem ni nikogar ubil ali ranil. Povedal je, da ko so njegovi tovariši napadli župnika v Domanižu, njega ni bilo. Zahteval je njegovo izpustitev.
Razsodba se je glasila: „Kajti obtoženi Juro Janošak, ki je zavračal tako božje zapovedi kot deželno pravo, se je pred dvema letoma lotil razbojništva in se postavil za vodjo ali hetmana, ki je skupaj s svojimi pajdaši po cestah ropal ljudem njihovo premoženje. Da, kot izhaja iz lastne izpovedi, so domaniškega župnika ustrelili in brezbožno umorili njegovi tovariši, kjer je bil tudi sam. Storil je tudi druga, kot je bilo predpisano, zlobna dejanja. Zato bi ga morali za take zla dejanja in zapovedi prekrška obesiti na kavelj na njegovi levi strani in ga tako obesiti za zgled drugim takim zločincem.“
Jánošík je bil usmrčen istega dne, tj.18. marca 1713. Liptovský Mikuláš je moral za njegovo usmrtitev verjetno poklicati najbližjega krvnika iz Levoča, Banske Bystrice ali Žiline. Vršilec kazni v sodnih spisih ni omenjen, prav tako pa tudi kraj usmrtitve ni natanko znan. Domneva se, da je bil usmrčen v Vrbici blizu Lipovskega Mikuláša.

## Zgodovinski viri
Vir za poznavanje zgodovinskih dejstev so bile pisne listine iz kazenskega procesa - Protocollum J. comitatus Liptoviensis ab anno 1710 usque 1717. Sub nro 17., v njegovi prilogi Series causarum crimenium od strani 537. Kazenski proces je opisan na straneh 563—567 in v istem sodnem protokolu na straneh 568—573 in na straneh 5 77—578 so pomembni podatki o življenju Juraja Jánošíka, ki temeljijo na zapisniku o kazenskem procesu proti Tomášu Uhorčíku. V 17. številki županijskega protokola je latinsko-slovaški zapisnik o poteku procesa proti Juraju Jánošíku in drugi spisi v zvezi z njegovim zaslišanjem.
Originalni, verodostojni zgodovinski dokumenti so se izgubili nekje v 19. stoletju. Ohranjen je verodostojen opis, ki ga je verjetno naredil Janko Kráľ. Ta opis je 15. septembra 1844 primerjal in preveril z izvirnikom Gašpar Fejérpataky-Belopotocký. Nahaja se v Slovaškem narodnem muzeju v Martinu. Drugi dokumenti se nahajajo v muzejih v Liptovskem Mikulášu, v državnem arhivu v Trenčinu in v muzeju Liptov v Ružomberku.

## Jánošík in slovaška literatura
Največji razmah je razbojništvo doživelo na Zgornjem Ogrskem in v Karpatih v 17. stoletju in prvi polovici 18. stoletja. Podložni ljudje so trpeli in hrepeneli po maščevanju. Iz teh motivov, sanj in želja so bili razbojniki v očeh ljudi junaki, ki so tepli svoje gospodarje in maščevali krivice nemočnim ljudem. Ljudje so jih imeli radi, o njih so pripovedovali zgodbe, iz katerih so nastajale legende,  pastirji so si izmišljevali pesmi in jih prelivali v glasbene izraze. Ljudsko slovstvo je bilo v Karpatih živo že pred Jánošíkovim delovanjem. Prvo omembo Jánošíka v tisku so prinesle banskobistriške »Staré noviny liternjho uměnj« (Stari časopisi literarne umetnosti) leta 1785, v katerih je delo pod naslovom »Znamenita kázeň jednoho kazatele za duši hlavného zbojníka Jánošíka« (Slavna pridiga enega pridigarja za dušo glavnega razbojnika Jánošíka) napisal A. Doležal. Lik Juraja Jánošíka je počasi vstopal v ljudsko slovstvo. Ime Jánošík, Janko, Janík, Janošek se je začelo pojavljati v pesmih, legendah, pravljicah, rekih in pregovorih. Jánošíkove teme so se v literaturi začele pojavljati v 18. stoletju. V knjižnici Tarnovskega v Liptovskem Mikulášu je v zbirki avtorja Pavola Križke objavljen izvod razbojniške pesmi z naslovom "Pesmi o razbojniku Jánošíku". Druga različica pesmi o Jánošíku prihaja iz Kokave, obstaja pa tudi tretja različica, "Jánossjk Liptovský Laupežnjk", ki jo je zapisal Bohuslav Tablic. Ján Vilikovský je njihov nastanek datiral v osemdeseta in devetdeseta leta 19. stoletja. 
Štúrovci so razbojniško tradicijo dvignili na piedestal. Kot navaja Gašpar Fejérpataky-Belopotocký v lastni biografiji, je bil očaran nad usmrtitvijo razbojnika Mateja Tatarke, ko je na lastne oči videl, kako so mu 22. oktobra 1829 v Vrbici z mečem odsekali glavo. Leta 1831 je v Domoljubnem koledarju objavil odlomek iz oporoke Mateja Tatarke, ki jo je zapisal rimskokatoliški duhovnik Juraj Bartoš. Istega leta in nato v letih 1832 in 1833 je napisal članek »O ropu Jurja Jánošíka Sicer«, v katerem je prvič podrobneje objavil skoraj ves zapisnik sodnega pravda z Jurajem Jánošíkom. Črpal je iz izvirnega arhivskega gradiva, ki je bilo v arhivu stolnice v Liptovu. Janko Kráľ je bil ob usmrtitvi Mateja Tatarke še majhen deček. O njej sta mu pripovedovali mati in babica in nista pozabili omeniti roparja Juraja Jánošíka. Ko je bil Kráľ star 22 let, mu je Gašpar Fejérpataky-Belopotocký dovolil, da je preučeval spise o Jánošíkovem procesu.Sodeloval je pri prepisu sodnega postopka, ki ga je nato overil Fejérpataky-Belopotocký. Ta opis je kasneje Pavol Dobšinský prenesel v zbirke Slovaške matice. Janko Kráľ je obiskoval okoliške vasi, se srečeval z ljudmi, zapisoval pesmi, legende in prepisal številne pesmi. Kráľ je dobro poznal zgodovinska dejstva o Jánošíku, ki so bila podlaga za še vedno nepreseženo pesem Smrť Jánošíkova Jána Botta. Je eden od stebrov romantične poezije, ki so jo proslavili tudi Samo Chalupka, Michal Miloslav Hodža, Samo Bohdan Hroboň, Janko Čajak in drugi. Takrat se je začel razcvet janošíkovske tematike, ki je bila povzdignjena v nadnacionalni pomen in je mitologizirala lik Janošíka. Leta 2019 je Mariana Čengel Solčanská napisala roman Jánošík, ki demistificira osebnost: "Prepričan sem, da če so ga drugi kriminalci sprejeli za svojega vodjo, je moral biti izjemno hladnokrven, brutalen in sposoben izjemnih strategij in zločinov."

## Jánošík v umetnosti

### Film
- 1921: Jánošík – prvi slovaški dolgometražni film, ameriško financiran; režija: Jaroslav Siakeľ, Jánošík: Theodor Pištěk
- 1935: Jánošík – slovaški in češki film; režija: Martin Frič, Jánošík: Paľo Bielik
- 1954: Janosik – prvi poljski animirani film; režija: Włodzimierz Haupe in Halina Bielińska
- 1963: Jánošík I-II – dvodelni slovaški film; režija: Paľo Bielik, Jánošík: František Kuchta
- 1974: Janosik – poljski film; režija: Jerzy Passendorfer, Jánošík: Marek Perepeczko
- 1974: Janosik – poljska 13-delna TV serija; režija: Jerzy Passendorfer, Jánošík: Marek Perepeczko
- 1976: Zbojník Jurko – slovaški animirani film; režija: Viktor Kubal
- 1987: Juro Jánošík - filmski zapis opere Jána Cikkera, Jánošíka upodobil Ľ. Paulovič, režija: J. Zachar
- 1991: Zbojník Jurošík – slovaška 28-delna animirana TV serija; režija: Jaroslav Baran
- 2009: Jánošík – pravdivá história – slovaško-poljsko-češki film; režija: Agnieszka Holland in Kasia Adamik, Jánošík: Václav Jiráček

### Glasba in gledališče
- 1934: Jánošík, opera Aloisa Hábu z lastnim libretom
- 1953: Juro Jánošík, opera Jána Cikkera na libreto Štefana Hoze
- 1969: Na skle maľované (Na szkle malowane), muzikal Katarzyne Gaertnerjeve (glasba) in Ernesta Brylla (libreto)
- 1953: Jánošík, balet Václava Kašlíka z lastnim libretom

### V likovni umetnosti
Obstaja nešteto umetniških interpretacij Jánošíka.
- 1988: Jánošík, sochárske dielo Jána Kulicha v Terchovej